# Renán Addles
Renán Yoriel Addles Daniels (ur. 7 listopada 1989 w Colónie) – panamski piłkarz występujący na pozycji napastnika. Występował w barwach reprezentacji Panamy.